# Gaio Svetonio Paolino
Gaio Svetonio Paolino, o Paollino (fl. 41 circa - 69), è stato un militare romano, famoso per aver sedato la ribellione della regina Boudica (60/61).
Dopo il consolato è noto per essersi schierato con Otone durante l'Anno dei quattro imperatori.

## Biografia

### Carriera politica e militare

#### In Mauritania (42)
Nel 42 si recò in Mauritania come legatus legionis per contribuire al sopprimere la rivolta di Edemone. Fu il primo romano ad attraversare la catena montuosa dell'Atlante occidentale, e Plinio il Vecchio riporta nella sua Naturalis Historia la descrizione che il generale fa della regione. Svetonio Paolino raggiunse le fonti del fiume Niger.

#### In Britannia (58-61)
Nel 58 fu nominato governatore della Britannia, per sostituire Quinto Veranio Nipote che era morto mentre era ancora in carica. Sulle orme del suo predecessore continuò la politica di aggressiva sottomissione delle tribù gallesi, e la sua fama di ottimo generale cominciò così a rivaleggiare con quella di Gneo Domizio Corbulone. Due dei futuri governatori della provincia di Britannia prestarono servizio presso Paolino: Quinto Petilio Ceriale, come legato della Legio VIIII Hispana, e Gneo Giulio Agricola, come tribuno angusticlavio aggregato alla II Augusta, ma comunque agli ordini di Svetonio Paolino.
Fra il 60 e il 61, Svetonio attaccò l'isola di Mona (Anglesey) nel massacro di Menai, rifugio dei fuggitivi britannici e roccaforte della religione druidica. Le tribù del sud-est ne approfittarono per ribellarsi, affidando il comando alla regina icena Boudica. La colonia di Camulodunum (Colchester) fu distrutta e la VIIII Hispana di Ceriale fu sconfitta. Rientrato da Mona, Paolino marciò lungo la Watling Street verso Londinium (Londra), nuovo obiettivo dei ribelli. Non avendo però truppe sufficienti ad affrontare i ribelli e difendere la città, la abbandonò al suo destino. I rivoltosi la distrussero, riservando poi la stessa sorte a Verulamium (St Albans).
Svetonio radunò le truppe e affrontò i nemici nella battaglia della strada Watling, in una località non identificata, forse nelle Midlands Occidentali, vicino alla città di Atherstone, nel Warwickshire. Inferiori di numero, i romani riuscirono però a vincere grazie alla loro superiorità tattica, massacrando, secondo Tacito, circa 80.000 nemici. Boudica e Postumo si suicidarono.
Arruolate nuove truppe dalla Germania, Paolino condusse delle durissime spedizioni punitive contro ogni residua sacca di resistenza, e per l'occasione si recò in Britannia anche il futuro imperatore Tito, all'epoca tribuno laticlavio. Il nuovo procurator Augusti, Gaio Giulio Alpino Classiciano, espresse però le sue preoccupazioni a Nerone: secondo lui il comportamento di Paolino non faceva altro che alimentare nuove ostilità. Dopo un'inchiesta condotta dal potente liberto di Nerone, Policlito (che sarà poi messo a morte da Galba), Paolino fu rimpiazzato con il più conciliante Publio Petronio Turpiliano, mentre Svetonio diventava console nel 66.

#### Nel 69 durante l'Anno dei quattro imperatori
Nel 69, durante le lotte civili seguite alla morte di Nerone (il cosiddetto anno dei quattro imperatori), Paolino si schierò dalla parte di Otone. Insieme ad Aulo Mario Celso, vicino a Cremona sconfisse Aulo Cecina Alieno, uno dei generali di Vitellio. Paolino non volle però che i suoi uomini si gettassero all'inseguimento degli sconfitti e per questo fu accusato di tradimento. Quando Cecina unì le sue forze con quelle di Fabio Valente, Svetonio avvertì Otone di non ingaggiare battaglia, ma non fu ascoltato e Otone fu sconfitto nella prima battaglia di Bedriaco. Svetonio fu catturato da Vitellio e fu perdonato, e da lì in poi scompare dalla scena storica.